# 赤西涼
赤西 涼（あかにし りょう、1989年4月14日 - ）は、日本のAV女優、ストリッパー。神奈川県出身。

## 人物
身長:161cm。スリーサイズ:B88・W60・H84。趣味は歌・芝居・料理。特技はショッピング・アニメ鑑賞・カラオケ・ネットサーフィン。
子役タレントとして活動していた時期がある。黒ギャルものに多く出演している。

## 略歴
2007年に『子役タレント×ギリギリモザイク 新人ギリギリモザイク』でAVデビュー。
2009年10月17日、公式ブログで引退を公表。その後、「まひる」、「ayami」という芸名で復活。
ayami名義としてはファイブプロモーションに所属し、2011年に「kira☆kira BLACK GAL DEBUT 超敏感BODY潮吹き痙攣アクメ狂い☆黒GALデビュー ayami」で作品を初発表。
2011年6月1日、新宿ニューアートでストリップデビュー。
2012年9月1日、赤西涼名義に名前を戻す。

## 作品

### アダルトビデオ
- 子役タレント×ギリギリモザイク 新人ギリギリモザイク（3月7日、エスワン）[1]
- 子役タレント×ギリギリモザイク 6つのコスチュームでパコパコ（4月7日、エスワン）
- 子役タレント×ギリギリモザイク 涼のセックスじっくり見せてあげる（5月7日、エスワン）
- 子役タレント×ギリギリモザイク 学校でセックスしよっ（6月7日、エスワン）
- 子役タレント×ギリギリモザイク 無限絶頂!激イカセFUCK（7月7日、エスワン）
- ギリギリモザイク み～んなでパコパコ学園生活♥（8月7日、エスワン）
- 子役タレント×ハイパー×ギリギリモザイク ハイパーギ リギリモザイク（9月7日、エスワン）
- 子役タレント×ギリギリモザイク 絶頂!イキまくり潮吹きFUCK（10月19日、エスワン）
- ギリギリモザイク 大洪水!イキまくり潮吹き大乱交（11月19日、エスワン）
- 子役タレント×ギリギリモザイク 妄想的特殊浴場 本指名（12月19日、エスワン）

- 40人輪姦中出し（1月25日、ダスッ!）
- ザーメン肉便器（2月25日、ダスッ!）
- 看護師になりすまして、患者さんの溜まってるザーメンを手コキ セックスでご奉仕性看護!!（3月6日、SODクリエイト）
- SPLASH GIRL 女鯨03!!（3月7日、桃太郎映像出版）
- 女体解剖 4 計測中に大量噴射！こんなに濡れるの初めて（3月11日、アテナ映像）
- 裏）手コキクリニック～完全版～ 性交クリニック 3（4月4日、SODクリエイト）
- 団地妻生中出し 12（4月4日、TMA）
- 近親相姦 II 妹の、娘の胸が大きいので…（4月12日、隼エージェンシー）
- 巨乳ノーブラ女子校生ノーパン黒タイツ同性愛（4月19日、アンナと花子）
- ザーメン中出し凌辱バスガイド（5月1日 ワンズファクトリー）
- ベロ舐め痴女DEEP LIPS（5月1日 AVS）
- ギャルだらけの逆チカン路線バス! vol.2 （5月8日 GARCON）
- Big Boin Style II（5月10日 隼エージェンシー）
- こだわりの手コキ 4時間SP VIII 30人のハンドメイド（5月10日 隼エージェンシー）
- 革手袋の女SPECIAL（5月16日、レアル・ワークス）
- SODハーレム学園 THE SUPER HARD 潮吹き&失禁&痴女&レズ&中出し&大乱交SPECIAL（5月22日、SODクリエイト）
- 生中出し巨乳ギャル 4（5月23日、メディアステーション）
- 丸の内美人女子社員生中出し 2（5月30日、TMA）
- ボンテージ娘しか見たくない!4時間（6月13日、TMA）
- 媚薬FUCK（6月14日 隼エージェンシー）
- あれから10年 秘技伝授 男のバイブル Vol.1 [ 完全潮吹き入門 ]（6月19日、ドグマ）
- サイレント・レズビアン 臭いたつ唾液と愛液（6月19日、ドグマ）
- S級女優 鬼イカセ（6月20日、レアル・ワークス）
- 24人の乳もみインタビュー 4時間 2（6月20日、TMA）
- 女教師レイプ5 レイプされる6人の女教師（7月12日 隼エージェンシー）
- フェラコレ2008夏SP（7月12日 隼エージェンシー）
- 全国ビデオショップ店員の妄想リクエスト祭り（7月17日、ナチュラルハイ）
- 究極の妄想発明シリーズ第6弾 すけすけ透視メガネ パート2（7月17日、ROCKET）
- 生中出しコギャル4時間 5（7月18日、メディアステーション）
- 現役女子大生 1（7月18日、S級素人）
- 催眠術をかけてハメちゃいました（7月19日 BRAVO）
- HANABI 06（8月1日、プレステージ）
- ギロチン凌辱アクメ（8月1日 ワンズファクトリー）
- 競泳水着 Fetishism（8月8日、ビッグモーカル）
- 全裸立ち電マ連続アクメ 4時間（8月8日、TMA）
- 狙われた人妻 無理やり犯される7人の人妻たち 第6章（8月9日 隼エージェンシー）
- こだわりの手コキ 4時間SP 9 30人のハンドメイド（8月9日 隼エージェンシー）
- 自分をブスだと思い込んでる可愛い女性のとっても卑屈なおねだりセックス（8月19日、クロス）
- フェラマニア Vol.4（8月19日 BRAVO）
- 覚醒催眠（9月4日、ナチュラルハイ）
- 襲撃!!逆ナン痴女軍団 即ズボバトルinスイミングクラブ（9月15日、トップワン）
- すっぴん（9月18日 SODクリエイト）
- EVER RE-TAKE（9月26日、TMA）
- これさえあれば絶対MUTEKI!!ムラムラした時、したい所で、誰とでもセックスが出来る方（10月9日、SODクリエイト）
- The Debut（10月9日、BUMPエンターテインメント）
- もしも…こ～んなエロい下着ショップがあったら?（10月13日、カルマ）
- 禁断の撮影会（11月7日、アウダースジャパン）
- DOKIレズ 28（11月7日、アウダースジャパン）
- 地獄絶頂!金粉凌辱!無限快楽!!金粉アクメ地獄（11月20日、SODクリエイト）
- 中出し了解。22（11月21日、プレステージ）
- ケガDOLLS（11月22日、NIRVANA）※AVグランプリ2009 エントリー作品
- すっぴん（11月25日、しのだプロジェクト）
- 緊縛イラマチオ2 10人の口便器女（12月1日、ワンズファクトリー）
- 禁断淫欲病棟 2（12月5日、アウダースジャパン）
- DOKIレズ 29（12月5日、アウダースジャパン）
- 私は痴女 内憂外姦（12月5日、クリスタル映像）
- THE 潮吹き 4（12月19日、クリスタル映像）

- 変態教授に犯された巨乳女子大生ファイル（1月9日 アップス）
- ズボズボ！指入れオナニー 2（1月16日、映天）
- フェラチオで連続発射しちゃった僕。2（1月16日、映天）
- お姉さんが犯してあげる 45（1月16日 クリスタル映像）
- ロケットおっぱい20人 マイクロビキニでドキッ巨乳だらけの水泳大会（2月5日、ROCKET）
- 女子校生のディルドオナニー 4（2月6日、OFFICE K'S）
- 手コキ美女 3（2月6日 クリスタル映像）
- 初アナル中出し二穴FUCK（2月19日、クロス）
- 綺麗なお姉様も淫れたい 3（2月27日、ケイ・エム・プロデュース）
- 放課後の女子校生（2月27日、ケイ・エム・プロデュース）
- マイクロビキニでドキッ!巨乳だらけの水泳大会の裏舞台でエッチな女優さんたちとお仕事抜きでセックスできるのか!?（3月5日 ROCKET）
- 実録検証 フェラチオナースは本当に実在した!（3月6日 映天）
- VIP STAR STAGE 1（3月6日、クリスタル映像）
- 家庭教師はガマンできない 33（3月6日、クリスタル映像）
- 脚を伸ばしてオナニーする女達（3月6日、OFFICE K'S）
- 手を使わないフェラチオ（3月6日、OFFICE K'S）
- 素人女性モニター16名で徹底検証!!本気で女をイカせる男になれるエロビデオ（3月19日、ROOKIE）
- B.B.ボーイズ番外編 両手で乳首いじりながら首ふりフェラチオ（3月25日、アロマ企画）
- 愛那梨華 （3月27日、ケイ・エム・プロデュース）
- ギャルメン♂♀スクールパラダイス（4月4日、SODクリエイト）
- 噂の女子大生狩り 2 （4月10日、クリスタル映像）
- 大沢佑香ちゃん、浜崎りおちゃん、イジラレ屋台の中で潮吹きながらホットドッグ売ってきてくれませんか!? ～IN渋谷～（4月18日、SODクリエイト）
- 芸能人 原紗央莉 パーフェクト女優誕生!（4月18日、SODクリエイト）
- 第1回 男優-1GP 覇根。（4月19日、ROOKIE）
- 発情OL オフィスで… 27 （4月24日、クリスタル映像）
- 乳首をいじられて感じちゃった私。 敏感美少女編（4月25日、アロマ企画）
- レズ マジックミラー号6 横浜みなとみらい編（5月7日、ディープス）
- -極上BODY- 淫らなGAL達に犯されたい☆（5月19日、kira☆kira）
- アクメ自転車がイクッ!!アクメ第5形態 潮吹きQueen大沢佑香vsおっぱいQueen浜崎りお ～W女王対決編～（5月21日、SODクリエイト）
- 淫口Wフェラ 可愛い娘のチ○ポ2本同時フェラ（6月1日、竜宮城/妄想族）
- MOODYZファン感謝祭 バコバコバスツアー2009 S級AVギャルのハメまくり大乱交!!（8月1日、MOODYZ）
- 乳首でアクメ 2（8月1日、OFFICE K'S）
- パンスト妄想脚（8月19日、ミル）
- 百合コス! ～コスプレレズ～（9月4日、TMA）
- センズリ見せたら興奮しちゃった美少女たち（9月4日、OFFICE K'S）
- MOODYZファン感謝祭 裏バコバコバスツアー2009 本編未収録! 深夜のペニス吸引祭り!!（10月1日、MOODYZ）
- 究極の妄想発明シリーズ第17弾 ボディジャック パート2（11月20日、ROCKET）
- 絶頂レズアクメ 3（11月20日、クリスタル映像）
- 嫁の居ぬ間に○○しちゃった俺（12月5日、アキノリ）
- こだわりの手コキ 4時間SP 14　40人のハンドメイド（12月15日、隼エージェンシー）

- 完全主観 一週間7股生活（1月7日、アキノリ）
- 快楽レズエステ 8（1月21日、アキノリ）

- 超人気女優・超ボリューム・超ハード2穴FUCK150作品16時間 （1月19日、ROOKIE）ayami名
- ギャルだらけの逆チカン路線バス!8時間2枚組総集編全発射シーンもれなく収録SP!!（12月8日、GARCON）

ayami名義
- kira☆kira BLACK GAL DEBUT 超敏感BODY潮吹き痙攣アクメ狂い☆黒GALデビュー ayami（2月19日、kira☆kira）
- kira☆kira BLACK GAL 黒ギャル家庭教師 ～膣口から溢れる大量ザーメン～（3月17日、kira☆kira）
- WHITE＆BLACK いつでもどこでも24時間ロデオFUCK ～馬乗りGALSのハンパねぇ腰振り～（4月15日、kira☆kira）
- おかず。企画祭り! 検証!!男は本当に胸の谷間に弱いのか!（6月24日、ケイ・エム・プロデュース）
- ザ・ギャルナン（7月7日、グローリークエスト）
- 丸の内で働くギャル社長 No.09（7月12日、プレステージ）
- カリスマGALのM男限定！やられたい願望叶えます（7月15日、未来・フューチャー）
- べろちゅー寸止め立ちコキが強烈過ぎてもう堪らん。（7月15日、SEX Agent）
- CROWN BABE 7（7月23日、デジタルアーク）
- お仕置き真正中出し 新章02（7月30日、モブスターズ）
- M男パラダイス 18 お姉さんの淫語まみれのペニバンFUCK!!（8月25日、未来・フューチャー）
- GAL×パンティパンスト×淫語フェチプレイ（8月25日、ジャネス）
- 最近見かける派手な新入社員は、Hな小悪魔ギャルらしい。 3（9月2日、WEEKENDER）
- 黒ギャルVS白ギャル完全マジギレ!!レズキャットファイト対決!!（9月8日、GARCON）
- 世界にここだけ!!超豪華!黒ギャルスパリゾート（9月23日、ケイ・エム・プロデュース）
- あいつらがレズっているのを見つけてこっそりオナニーしてたらバレてしまった…さてどうする？（10月6日、アキノリ）
- kira☆kira BLACK GAL SPECIAL-黒GAL学園☆修学旅行で青姦大乱交-（10月15日、kira☆kira）
- 極上ギャルが心のこもったおもてなし！夢の超高級風俗フルコース!!（10月28日、ケイ・エム・プロデュース）
- 黒ギャルのベロベロちゅうちゅう（11月3日、グローリークエスト）
- 美脚!ショートパンツはみ尻痴女のサディスティックな逆ナンパ（11月5日、サディスティックヴィレッジ）
- 黒GALとニューハーフ Hard Style Lesbian（11月11日、U&K）
- 絶対服従！ドSなGALお姉さん2人のM男責め!! 9（11月15日、未来・フューチャー）
- レズ レイプ RETURNS 3 （ギャル編）（11月25日、ジャネス）
- ハメトーーク（12月8日、ATOM）

- GAL女子校生M男イジメ! 3（1月20日、未来・フューチャー）
- 執拗なスロー手コキで責められちゃった僕。2（1月20日、アロマ企画）
- レズられて 学校でよくある禁断な関係（1月30日、ジャネス）
- あしこきがかり 01 ギャル篇（2月17日、SEX Agent）
- 黒ギャルレズビアン Vol.1（2月17日、BLACK OUT）
- 指名No.1の美人セラピストにレズられて発情しちゃった私（2月23日、アキノリ）
- Costume Lesbian Black Gals ver.（2月24日、レディース・ルーム）
- レズられて 学校でよくある禁断な関係（2月25日、JNS）
- 黒ギャル Rio Ayami Runa VS 50cmの巨チン。（3月9日、ケイ・エム・プロデュース）
- ヌキサシバッチリ! オナニー専用ベストポジション素材集 2（3月9日、REAL）
- 黒ギャルW痴女 Vol. 1（3月16日、虎堂）
- 女の意地とプライドを賭けたイカセ合いガチエロレズバトル ド派手黒ギャルVS清純美少女（4月5日、GARCON）
- 男のセンズリを見てWマンズリする女たち（8月5日、JNS）
- 顔騎されながら強制センズリ発射させられるM男君（5月15日、CLUB M）
- 女だけのイカせ合いキャットファイト（6月16日、アンナと花子）
- アナルの虜 4 〜M男ペニバン調教〜（8月3日、牝猫）
- 嫌がる女にしつこいくらいレズ接吻・クンニ!（7月15日、JNS）
- 東京ハレンチパーク（7月19日、ATOM）
- 人間便器!聖水放尿に悦ぶM男たち（8月3日、牝猫）
- 性感レズ ペニバンエステ（8月5日、JNS）
- ふたなりレズ姉妹（9月5日、JNS）

### オリジナルビデオ
- 義母（秘）劇場 息子としたいこと…（2008年9月5日 竹書房）
- おっぱいチャンバラ　（2009年2月20日 エースデュース）

### イベント
- ～Fairy Island～バンビプロモーション祭り（2007年12月7日 バンビプロモーション）

### ピンク映画
- 「たぶん」（いとこ白書 うずく淫乱熱）（2009年5月15日公開）・・・監督：竹洞哲也

## テレビ

### テレビドラマ
- 特命係長 只野仁4th　最終話（2009年3月12日放送、テレビ朝日）

### テレビバラエティー
- エロ生☆パラダイス （2008年9月2日放送分、GyaOジョッキー）
- ロンドンハーツ （2009年8月18日放送、テレビ朝日）- ノンクレジット・本人の公式ブログから
- おとなの子守唄 （2013年5月3日放送分、サンテレビ）

## 写真集
- RYO（2007年5月、リイド社、撮影：高橋生建）ISBN 978-4845833153